# David Kollenberger

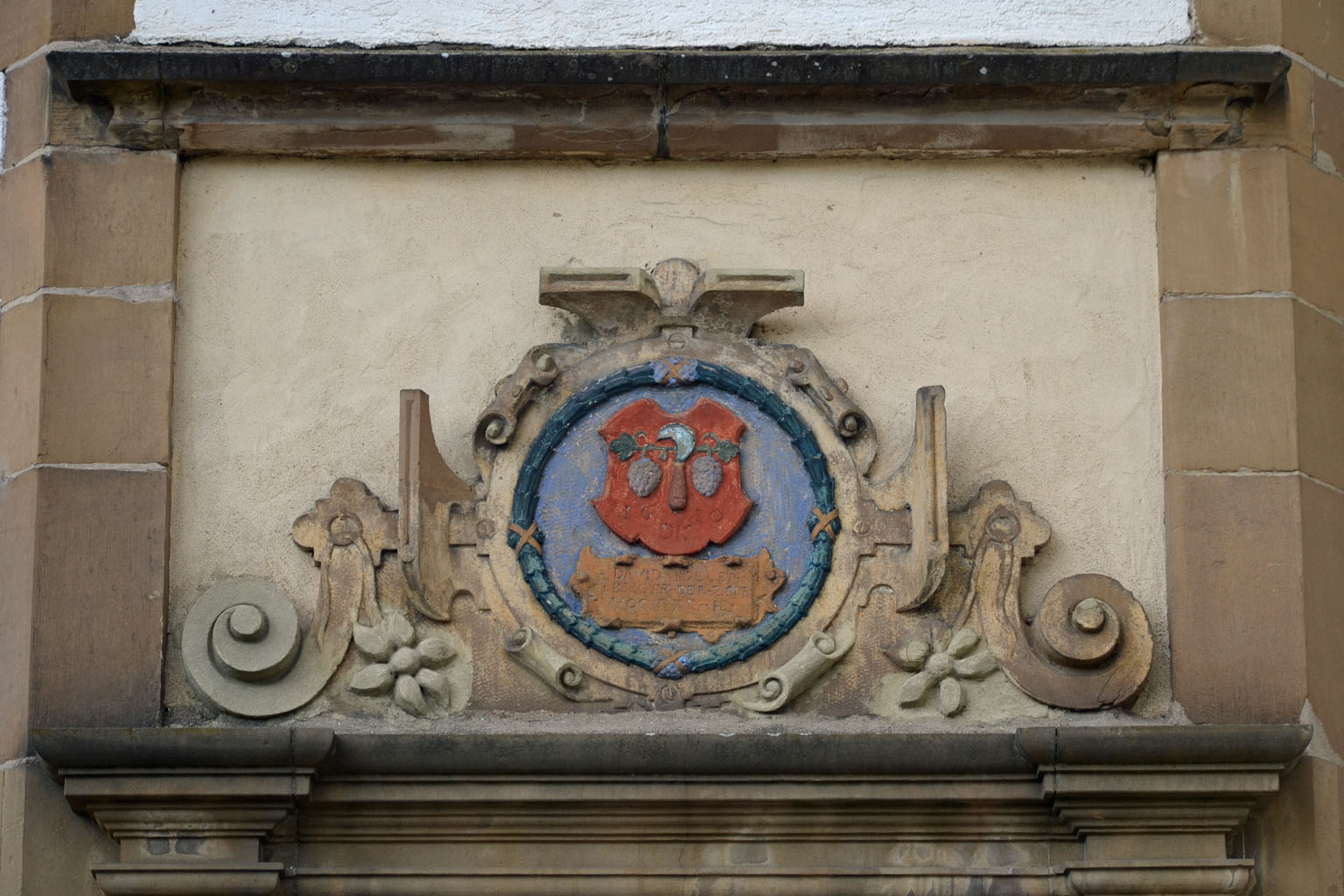
Wappen von David Kollenberger am Seitenportal von St. Pankratius

David Kollenberger (* unbekannt; † 10. August 1628) war von 1607 bis 1628 Bürgermeister der Reichsstadt Heilbronn.

## Leben
Kollenberger war Mitglied des äußeren, großen Rats („von der Gemeind“) und später 1601 gehörte er dem kleinen, inneren Rat („von den Bürgern“) an. Ab 1607 war er Bürgermeister von Heilbronn.
Kollenberger heiratete Apollonia Gräßlerin, beide hatten einen Sohn, Michael. Michael heiratete später Maria Aff. Ihre Großonkel waren Georg und Balthasar Aff, ehemals Bürgermeister zu Heilbronn.
Der Heilbronner Bürgermeister Kollenberger war gleichzeitig Vogt im reichsstädtischen Dorf Böckingen. Auf ihn geht der Bau eines achteckigen Renaissance-Treppenturms an der Böckinger Pankratiuskirche im Jahr 1610 zurück, der zur Empore des Langhauses geführt hat. Das Renaissanceportal des Treppenturms trägt Kollenbergers Wappen. Dort steht seitlich flankiert von einer Hape und Trauben:
1610 D. K.
David Kollenberger derzeit Vogt allhier